# Christopher Shyer
Christopher Shyer (* vor 1997 in Downsview, Ontario, Kanada) ist ein kanadischer Schauspieler.

## Leben
Shyer ist das jüngste von sechs Kindern. Vor seiner ersten TV-Rolle in der kanadischen Fernsehserie Riverdale spielte er viele Jahre Theater. 1998 bekam er seine erste Hauptrolle im Film The Falling.
Shyer hatte Gastrollen in vielen erfolgreichen Fernsehserien, u. a. in Practice – Die Anwälte, Navy CIS und Monk. Er war ebenfalls an der Seite von Alec Baldwin und Jill Hennessy im, mit dem Emmy und Golden Globe ausgezeichneten, Film Nürnberg – Im Namen der Menschlichkeit (2000) zu sehen.
Im September 2007 feierte er im Musical Mamma Mia! sein Broadway-Debüt in der Rolle des Sam Carmichael, die später von Pierce Brosnan übernommen wurde.
Shyer ist auch als Co-Produzent bei der Serie Awkward – Mein sogenanntes Leben tätig.

## Filmografie (Auswahl)
- 1997: Riverdale (Fernsehserie)
- 1998: The Falling
- 1999–2005: Cold Squad (Fernsehserie)
- 2000: Nürnberg – Im Namen der Menschlichkeit (Nuremburg)
- 2000: Relic Hunter – Die Schatzjägerin (Relic Hunter, Fernsehserie)
- 2001: Im Netz der Spinne (Along came a Spider)
- 2001: Seven Days – Das Tor zur Zeit (Seven Days, Fernsehserie)
- 2002: Monk (Fernsehserie)
- 2002: Mein Partner mit der kalten Schnauze 3 (K-9: P.I.)
- 2003: The Core – Der innere Kern (The Core)
- 2003: Smallville (Fernsehserie)
- 2003: Phenomenon II – Ein wunderbares Genie (Phenomenon II)
- 2004: The Days (Fernsehserie)
- 2004: JAG – Im Auftrag der Ehre (JAG, Fernsehserie)
- 2005: CSI: Miami (Fernsehserie)
- 2006: Without a Trace – Spurlos verschwunden (Without a Trace, Fernsehserie)
- 2006: Big Bad Wolf
- 2006–2007: Die Geheimnisse von Whistler (Whistler, Fernsehserie)
- 2009–2011: V – Die Besucher (V, Fernsehserie)
- 2010: CSI: Den Tätern auf der Spur (CSI: Crime Scene Investigation, Fernsehserie)
- 2011: Good Wife (The Good Wife, Fernsehserie)
- 2011: J. Edgar
- 2011: Endgame (Fernsehserie, Episode: Opening Moves)
- 2012: Big Time Movie (Fernsehfilm)
- 2023: The Night Agent (Fernsehserie)